# Aspidium lonchitis x angulare
Aspidium lonchitis x angulare là một loài dương xỉ trong họ Tectariaceae. Loài này được Aschers.u.Graebner mô tả khoa học đầu tiên năm 1912.
Danh pháp khoa học của loài này chưa được làm sáng tỏ. 